# Werkbank

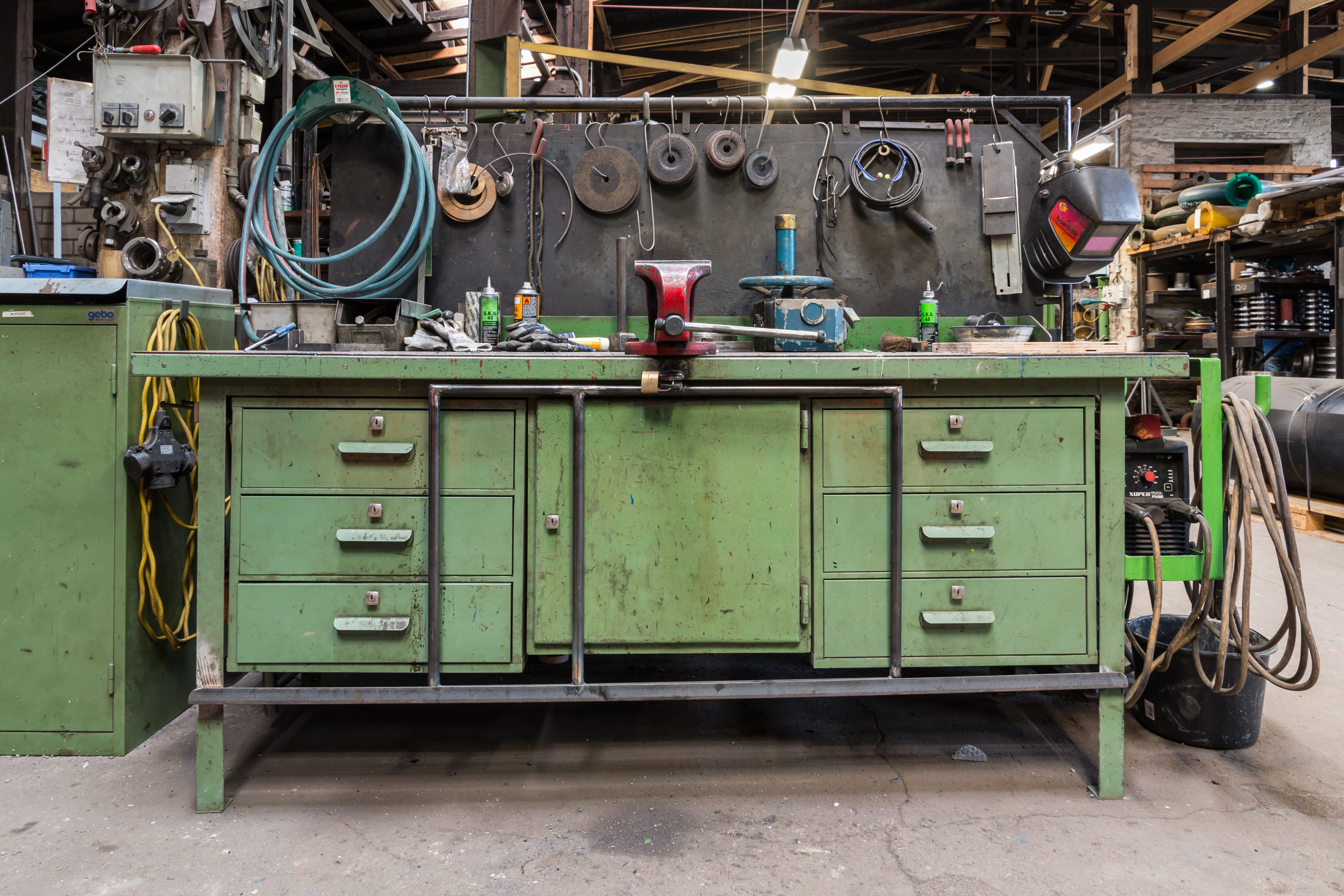
Werkbank in einer Werkzeughalle eines Quarzwerkes

Eine Werkbank ist ein in Industrie und Handwerk gebräuchlicher Arbeitstisch mit speziellen Vorrichtungen. So haben viele Tischler-Werkbänke, die Hobelbänke, Vorrichtungen zum Einspannen von Werkstücken, Spannbacken und Bankhaken, sowie eine große Arbeitsfläche. An der Werkbank des Schlossers ist an der Vorderseite ein Schraubstock montiert. Ein weiteres Beispiel sind Werkbänke für den Goldschmied, Uhrmacher oder Modellbau, die auf oder an einen Arbeitstisch gespannt werden und Haltevorrichtungen, Lupen etc. bieten.

## Übertragungen
Der Begriff Werkbank im Sinne von „an der Werkbank (stehen, arbeiten)“, wird oft als Synonym oder Metapher für händische/handwerkliche Arbeiten allgemein und als Gegensatz beispielsweise zum Arbeiten am Schreibtisch verwendet.
Der metaphorische Ausdruck „verlängerte Werkbank“ wird ursprünglich für industrielle Fertigungsbetriebe (oder gar ganze Volkswirtschaften) verwendet, die keine eigene Forschung und Entwicklung betreiben, sondern nur Lohnfertigung von Produkten anbieten, die von anderen Unternehmen (oder in anderen Volkswirtschaften) entwickelt wurden. Diese Erscheinung war besonders zu Beginn der wirtschaftlichen Globalisierung Ende der 1980er und zu Beginn der 1990er Jahre zu beobachten, als sich Betriebe in Osteuropa und Ostasien als preisgünstige Fertigungsstätten anboten. Zumindest anfänglich spielte dabei das niedrige Lohnniveau in diesen Ländern eine Rolle. Heute werden allerdings auch zunehmend Forschungs- und Entwicklungsabteilungen in diese Länder verlagert, so dass sich der Effekt der „verlängerten Werkbank“ langsam verliert. Inzwischen wird der Begriff verlängerte Werkbank auch allgemein für Sublieferanten benutzt, die Standardtätigkeiten oder Vorarbeiten für den eigentlichen Lieferanten erbringen, der sich dadurch flexibler an schwankenden Kapazitätsbedarf anpassen kann.

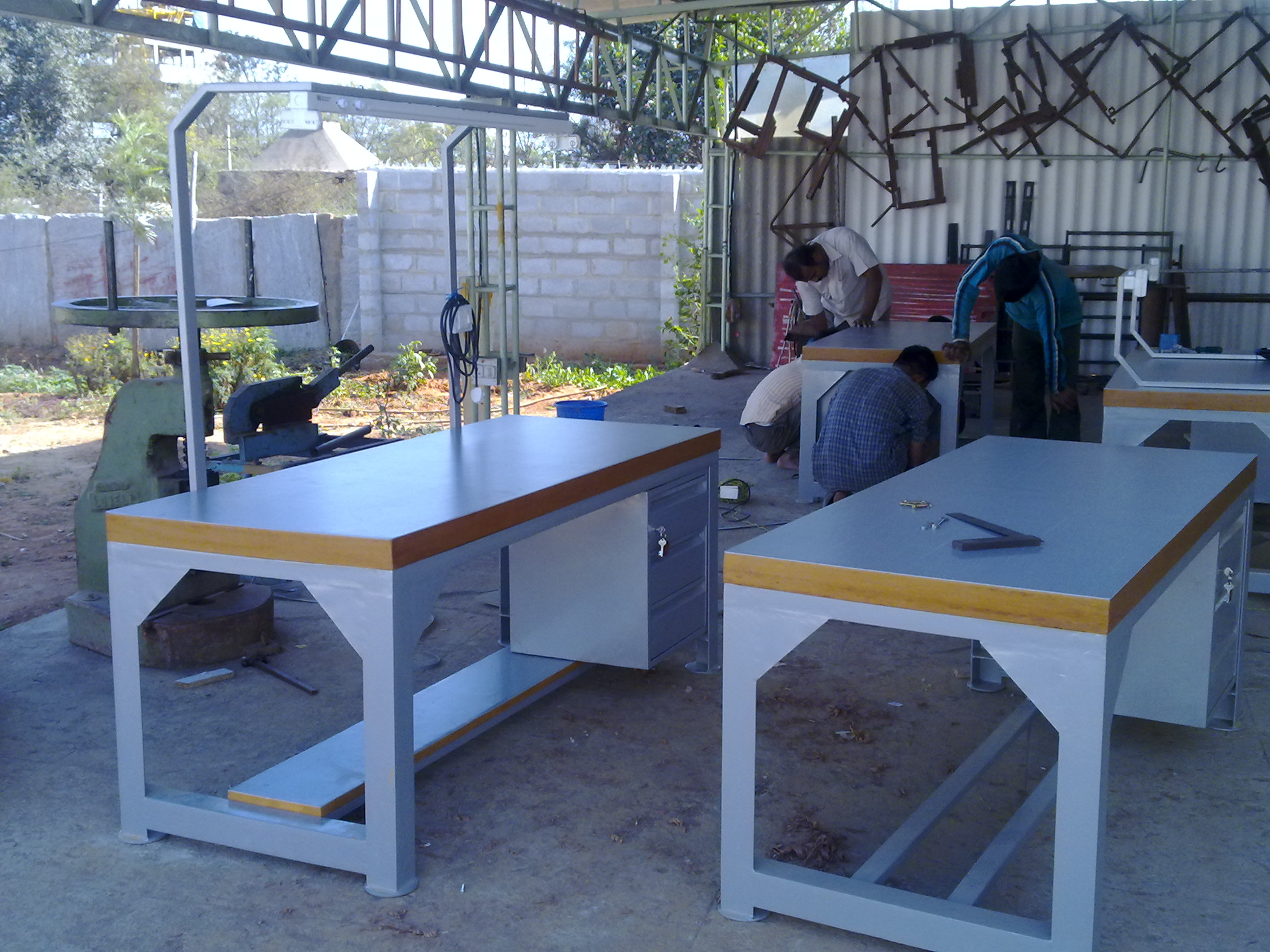
Zusammenbau von Werkbänken beim Hersteller
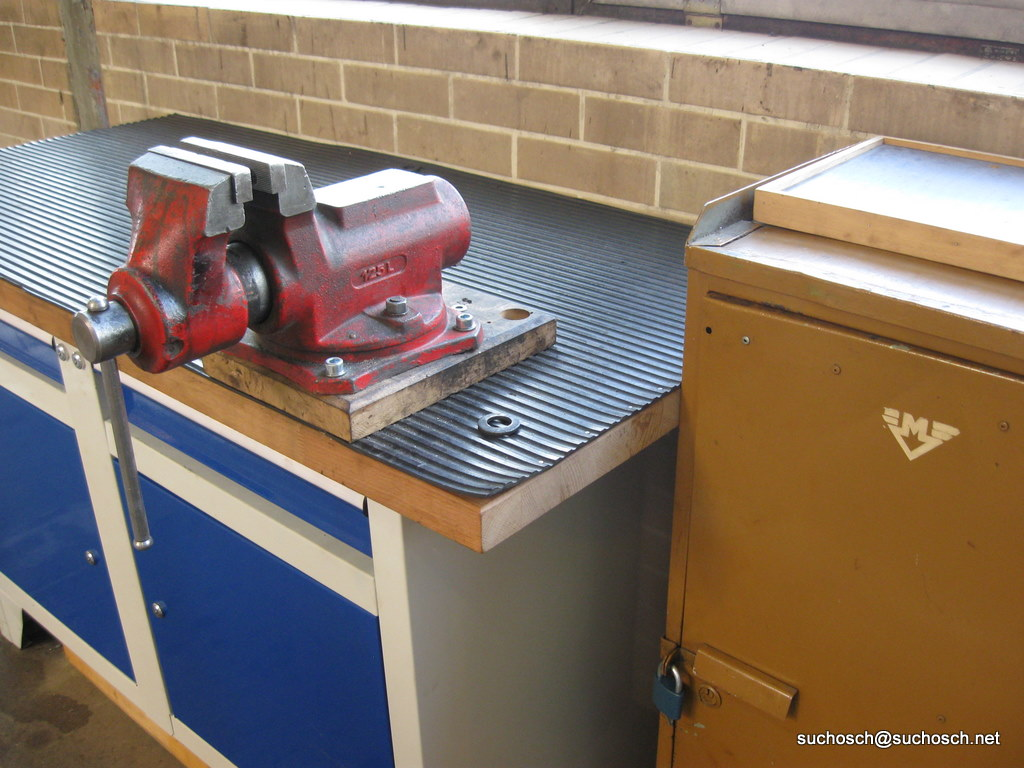
Schraubstock auf einer Werkbank
Alte Werkbank im Freilichtmuseum Glentleiten
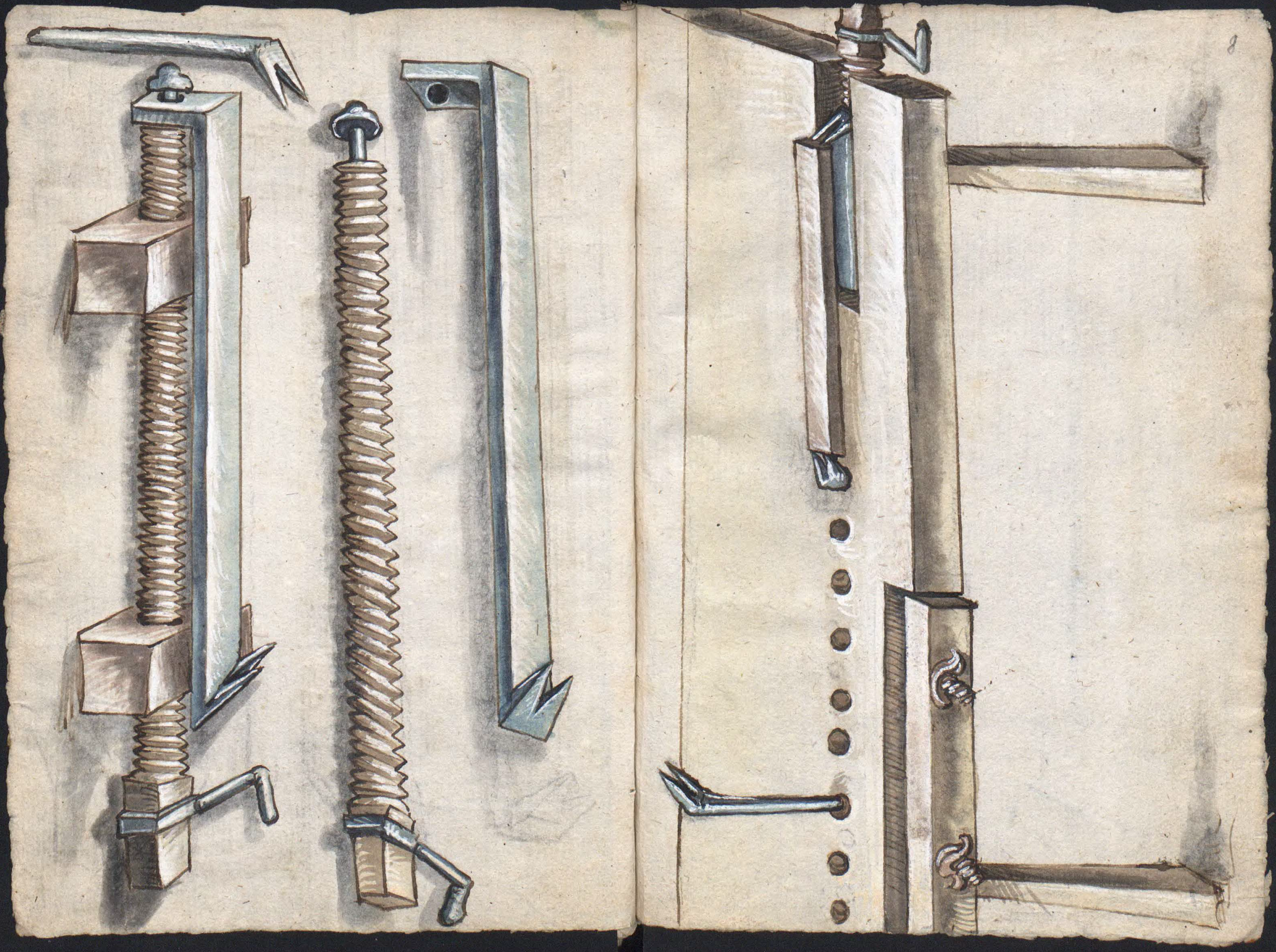
Werkbank in Form einer modernen Hobelbank aus dem Löffelholz-Codex von 1505